# 小樽後志陸上競技協会
小樽後志陸上競技協会（おたるしりべしりくじょうきょうぎきょうかい）は、北海道陸上競技団体で、北海道陸上競技協会の傘下の一つ。小樽陸上競技協会並びに後志陸上競技協会が合併し小樽陸上競技協会となった。
小樽陸上競技協会は北海道陸上競技協会の中でも最古である。1921年に小樽体育協会の名称で創立され1926年に日本陸上連盟に加盟し北海道陸上競技協会が創立される1933年まで北海道の陸上競技を統括してきたが1954年に北海道が国体が開催される事になり事務局を札幌に移転された。2020年に100周年となる。

## 概要
大会は小樽市手宮陸上競技場（3種）で開催されている。又大会は選手（生徒）が少ない為基本小学生中学生並びに高校一般と合同開催されているが中体連や高体連は独自に開催しているが新人選は合同開催である。
主に小学から高校一般と更に小樽や後志と合同開催の為陸上競技協会においては小学校から高校や大学を卒業しても仲が良い。（例えば高校で陸上をし大会に行けばほぼ中学校時代の恩師と出会う事になる。）